# Tom na Gruagaich
Tom na Gruagaich är ett berg i Storbritannien.   Det ligger i kommunen Highland och riksdelen Skottland, i den nordvästra delen av landet, 700 km nordväst om huvudstaden London. Toppen på Tom na Gruagaich är 922 meter över havet, eller 195 meter över den omgivande terrängen. Bredden vid basen är 1,3 km.
Terrängen runt Tom na Gruagaich är huvudsakligen kuperad. Trakten runt Tom na Gruagaich är nära nog obefolkad, med mindre än två invånare per kvadratkilometer. Närmaste större samhälle är Gairloch, 17,6 km norr om Tom na Gruagaich. Trakten runt Tom na Gruagaich består i huvudsak av gräsmarker.